# Вінценбург
Вінценбург (нім. Winzenburg) — комуна в Німеччині, у землі Нижня Саксонія. 
Входить до складу району Хільдесхайм. Підпорядковано управлінню Фреден (Лайне). Населення становить 774 чоловіки (станом на 31 грудня 2006 року). Займає площу 16,64 км². 
Комуна розділяється на 4 сільських округи.
| Рік  | Населення |
| ---- | --------- |
| 1990 | 907       |
| 1995 | 878       |
| 2000 | 845       |
| 2005 | 794       |
| 2010 | 744       |